# بوب سميث (مؤلف)
بوب سميث (بالإنجليزية: Bob Smith)‏‏ (24 ديسمبر 1958 - 20 يناير 2018 ) ممثل هزلي، وروائي من الولايات المتحدة.

## الجوائز
- جائزة لامدا الأدبية